# Oroukayo
Oroukayo är ett arrondissement i kommunen Kouandé i Benin. Den hade 15 839 invånare år 2002.